# Cabera plumbeata
Cabera plumbeata là một loài bướm đêm trong họ Geometridae.